# Garveia
Garveia is een geslacht van neteldieren uit de  familie van de Bougainvilliidae.

## Soorten
- Garveia annulata Nutting, 1901
- Garveia arborea (Browne, 1907)
- Garveia cerulea (Clarke, 1882)
- Garveia clevelandensis Pennycuik, 1959
- Garveia crassa (Stechow, 1923)
- Garveia franciscana (Torrey, 1902)
- Garveia gracilis (Clark, 1876)
- Garveia grisea (Motz-Kossowska, 1905)
- Garveia nutans Wright, 1859
- Garveia polarsterni Stepanjants, 2001